# Dance Macabre
Dance Macabre è un singolo del gruppo musicale svedese Ghost, pubblicato il 18 maggio 2018 come secondo estratto da quarto album in studio Prequelle.

## Descrizione
Sesta traccia del disco, Dance Macabre ha debuttato a sorpresa in uno spettacolo dal vivo il 5 maggio 2018, mentre la versione in studio è stata presentata in anteprima tramite una storia sul profilo Instagram del gruppo il 17 maggio, un giorno prima della sua pubblicazione.
Il 24 agosto è stato pubblicato un remix della canzone realizzato dal musicista Carpenter Brut caratterizzato da delle sonorità synthwave.

## Concezione
Tobias Forge ha raccontato di come quando scrisse la canzone inizialmente non la concepì come un pezzo dei Ghost ma, una volta iniziato a scrivere il testo, sentì di poterla includere all'interno dell'album su incoraggiamento dei suoi compagni. In particolare, Forge ha tratto ispirazione dalla molteplicità di stili tipica dei dischi dei Queen, soliti comporre i loro lavori con una notevole elasticità stilistica.

Il brano è incentrata sul tema principale dell'album, la peste nera, e in particolare racconta di come le persone affrontarono tale piaga festeggiando e ballando. A questo proposito, Forge ha dichiarato:

## Video musicale
Il video musicale, diretto da Zev Deans, è stato pubblicato il 17 ottobre 2018 e inizia con un tributo al film di culto The Rocky Horror Picture Show.
In una notte, come da tradizione, buia e tempestosa, in Transilvania, due ragazzi si recano ad un party; arrivati sul luogo, una sontuosa villa di campagna, vengono accolti da un uomo, truccato con lo stile corpse paint, che da loro un'accoglienza alquanto strana: quando i due chiedono della festa, in un primo momento l'uomo risponde loro chiedendo di che festa stessero parlando. Una volta entrati i due si dividono: uno, si invaghisce di una ragazza con cui balla e adora una sorta di idolo pagano (che forse sta a simboleggiare Satana ma poi si rivela Papa Nihil da giovane), l'altro finisce nelle grinfie di un gruppo di vampiresse.

## Tracce
Testi e musiche di A Ghoul Writer. Vincent Pontare e Salem Al Fakir.
CD promozionale
1. Dance Macabre – 3:40

Download digitale – Carpenter Brut Remix
1. Dance Macabre (Carpenter Brut Remix) – 3:37
2. Dance Macabre – 3:40

## Formazione
Gruppo
- Cardinal Copia – voce
- Papa Nihil – sassofono
- Nameless Ghouls – chitarra solista, chitarra ritmica, basso, tastiere, batteria

Produzione
- Tom Dalgety – produzione, registrazione
- Andy Wallace – missaggio
- Cliff Norrell – missaggio
- Greg Eliason – assistenza al missaggio
- Joe LaPorta – mastering